# Selaginella mollis
Selaginella mollis är en mosslummerväxtart som beskrevs av Addison Brown. Selaginella mollis ingår i släktet mosslumrar, och familjen mosslummerväxter. Inga underarter finns listade i Catalogue of Life.